# مری آن مارچینو
مری آن مارچینو (به انگلیسی: Mary Anne Marchino) (زادهٔ ۲۷ ژانویهٔ ۱۹۳۸) شناگر اهل ایالات متحده آمریکا است.